# 埃亞德冰原島峰
70°19′S 64°54′E / 70.317°S 64.900°E
埃亞德冰原島峰（英語：Ellyard Nunatak）是南極洲的冰原島峰，位於麥克羅伯特森地，處於貝舍韋斯山東南面13公里，屬於查爾斯王子山脈的一部分，現時由南極條約體系管理。